# Junioproer (Zweden)
Het Junioproer vond in plaats in 1917, in de Zweedse hoofdstad Stockholm. Het Junioproer is een onderdeel van wat bekendstaat als de Hongeronlusten van 1917.

## Achtergrond
In de jaren 1917-18 bestond er in Zweden, volgens een aantal onderzoekers, een bijna revolutionaire situatie. Het Radenoproer in Duitsland, de Russische Revolutie en de moeilijke levensomstandigheden tijdens de oorlog hadden tot deze situatie geleid. De hongeronlusten in Seskarö, Västervik en Ådalen leidden tot onteigening van bakkerijen en levensmiddelenwinkels, en tot de tijdelijke bezetting door arbeiders van politiebureaus en gemeentehuizen. Zowel in Göteborg als in Stockholm braken onlusten uit.
In sommige gevallen kozen de militairen die de onlusten moesten beteugelen, partij voor de demonstranten. Men besprak openlijk de vorming van arbeiders-, soldaten- en boerenraden. Deze stemming verspreidde zich over het hele land.
Stakingen, demonstraties en met geweld gepaard gaande confrontaties met de politie, spoelden over het land. Anton Nilson, bekend van de aanslag op de Amalthea uit 1908 en verblijvend in de Härnösandgevangenis, werd bijna door arbeiders bevrijd die zich bij de gevangenis hadden verzameld. De regering Branting-Staaf, die zijn doodstraf al in gevangenisstraf had omgezet, werd nu gedwongen om Nilson, en zijn kameraad Algot Rosberg, vrij te laten. Men vreesde anders dat de revolutie een feit zou worden. De Zweedse koning discussieerde in volle ernst met de kroonprins over de mogelijkheid om naar Zwitserland te vluchten.

## Citaat
Citaat uit een oproep van de metaalarbeider Uno Grehn, mei 1917:
We roepen de arbeiders op elke werkplek op, om een lokale arbeidersraad te vormen als democratische vertegenwoordiging van het volk, om lokaal de uitvoering op zich te nemen van de acties van de massa. We roepen de arbeiders ten slotte op om volledig op hun eigen kracht te vertrouwen, want nu geldt eens te meer dat de bevrijding van de arbeidersklasse door de arbeiders zelf moet gebeuren.